# Vauxhall Wyvern
 (août 2025).
La mise en forme du texte ne suit pas les recommandations de Wikipédia : il faut le « wikifier ».
Les points d'amélioration suivants sont les cas les plus fréquents. Le détail des points à revoir est peut-être précisé sur la page de discussion.
- Les titres sont pré-formatés par le logiciel. Ils ne sont ni en capitales, ni en gras.
- Le texte ne doit pas être écrit en capitales (les noms de famille non plus), ni en gras, ni en italique, ni en « petit »…
- Le gras n'est utilisé que pour surligner le titre de l'article dans l'introduction, une seule fois.
- L'italique est rarement utilisé : mots en langue étrangère, titres d'œuvres, noms de bateaux, etc.
- Les citations ne sont pas en italique mais en corps de texte normal. Elles sont entourées par des guillemets français : « et ».
- Les listes à puces sont à éviter, des paragraphes rédigés étant largement préférés. Les tableaux sont à réserver à la présentation de données structurées (résultats, etc.).
- Les appels de note de bas de page (petits chiffres en exposant, introduits par l'outil «  Source ») sont à placer entre la fin de phrase et le point final[comme ça].
- Les liens internes (vers d'autres articles de Wikipédia) sont à choisir avec parcimonie. Créez des liens vers des articles approfondissant le sujet. Les termes génériques sans rapport avec le sujet sont à éviter, ainsi que les répétitions de liens vers un même terme.
- Les liens externes sont à placer uniquement dans une section « Liens externes », à la fin de l'article. Ces liens sont à choisir avec parcimonie suivant les règles définies. Si un lien sert de source à l'article, son insertion dans le texte est à faire par les notes de bas de page.
- La présentation des références doit suivre les conventions bibliographiques. Il est recommandé d'utiliser les modèles {{Ouvrage}}, {{Chapitre}}, {{Article}}, {{Lien web}} et/ou {{Bibliographie}}. Le mode d'édition visuel peut mettre en forme automatiquement les références.
- Insérer une infobox (cadre d'informations à droite) n'est pas obligatoire pour parachever la mise en page.

Pour une aide détaillée, merci de consulter Aide:Wikification.
Si vous pensez que ces points ont été résolus, vous pouvez retirer ce bandeau et améliorer la mise en forme d'un autre article.
La Vauxhall Wyvern est une automobile familiale de taille moyenne, construite par le constructeur automobile britannique Vauxhall en 1948 pour remplacer la Vauxhall 12. Son nom dérive de la wyverne, une créature mythologique, probablement en raison d'une interprétation incorrecte du robinet héraldique figurant sur l'emblème de Vauxhall.

## Wyverne LIX (1948-1951)

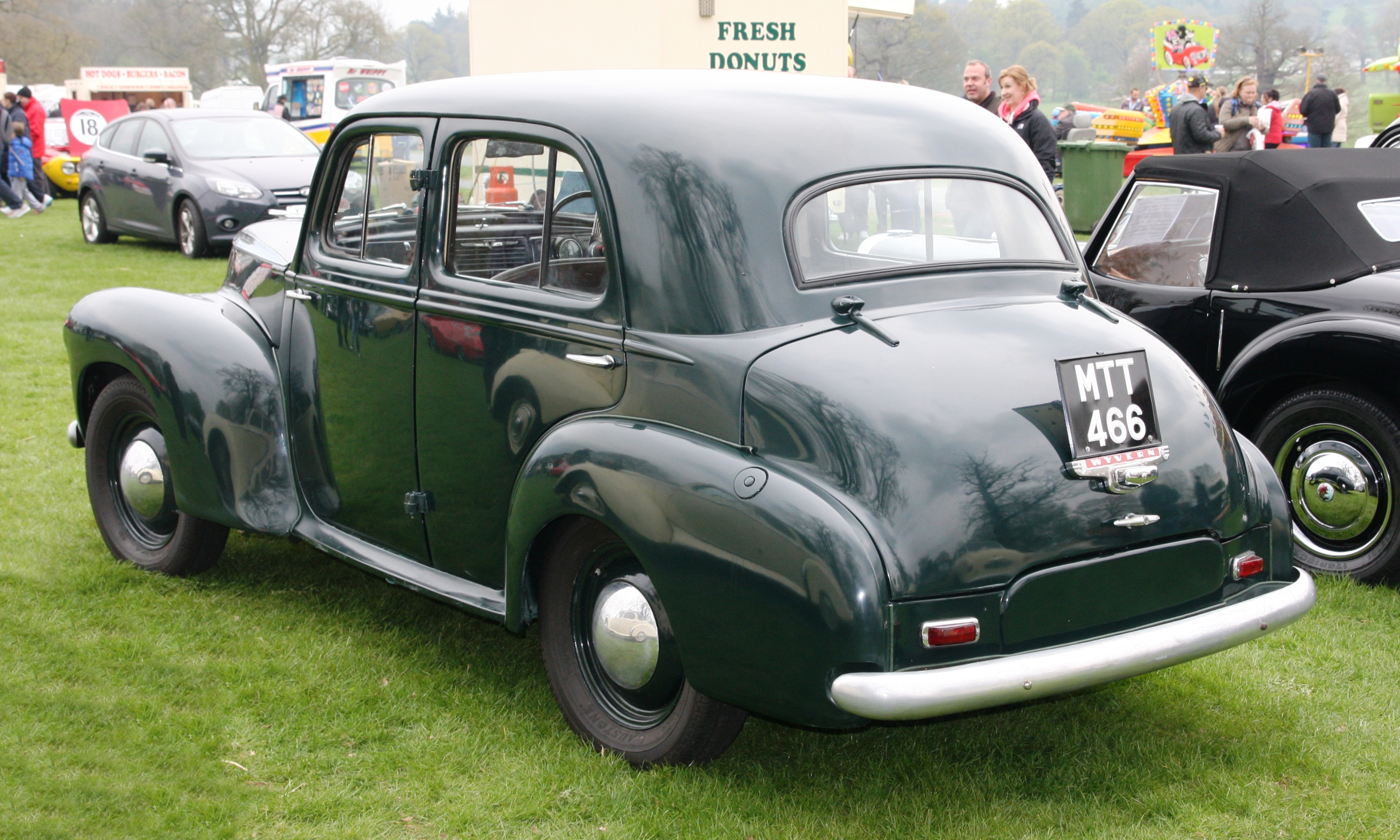
Vauxhall Wyvern LIX Berline

La série L Vauxhall Wyvern, ainsi que la Velox, représenta les premiers nouveaux modèles de Vauxhall après la Seconde Guerre mondiale. Inspirée par le design américain, la production de la Wyvern débuta en septembre 1948 et s'acheva en juillet 1951. Une grande partie de ces véhicules fut exportée afin de soutenir l'économie britannique. La voiture était dotée d'un moteur quatre cylindres de 1 442 cm3, développant une puissance de 26 kW, et pouvait atteindre une vitesse maximale de 100 km/h. Les options disponibles comprenaient une radio, un chauffage et un phare antibrouillard. Ce modèle, désormais considéré comme un classique oublié, compte très peu de survivants. Grâce à son style américain, la Wyvern ressemblait à une version miniaturisée de la Chevrolet Fleetline.
Les véhicules en Australie étaient identifiés par le code de modèle LBX.

## Wyvern EIX (1951-1957)
En août 1951, une nouvelle version de la Vauxhall Wyvern fut lancée, arborant un design moderne de type "ponton" avec une carrosserie à trois caissons et une construction monocoque. Bien que le système de taxation des chevaux RAC, qui favorisait les moteurs à longue course, ait été abandonné, le moteur quatre cylindres à longue course de la série L, produisant 26 kW, fut conservé. Ce moteur permettait à la voiture d'atteindre une vitesse maximale revendiquée de plus de 100 km/h, malgré une augmentation de la taille du véhicule. Comme auparavant, une version plus puissante, la Vauxhall Velox, était disponible avec cette nouvelle carrosserie.
5313 modèles ont été fabriqués. 
Wyvern EIXW
Après seulement six mois de production de la Wyvern restructurée, le véhicule fut équipé, en avril 1952, du nouveau moteur quatre cylindres à course courte de 1 508 cm³ de Vauxhall. Ce moteur, commun à la version Velox à six cylindres, présentait un alésage de 79,3 mm et une course de 76,2 mm, des dimensions identiques à celles des moteurs concurrents Ford Consul/Zephyr introduits deux ans plus tôt. Développant une puissance de 34 kW à 4 000 tr/min, ce moteur permettait à la voiture d'atteindre une vitesse maximale de 116 km/h. Des performances supérieures étaient disponibles dans les versions six cylindres des modèles Vauxhall Velox et, à partir de 1954, la Cresta.

En 1955, la série EIX Wyvern a été dotée d'un nouveau capot ainsi que d'une calandre inédite. En 1956, elle a bénéficié de l'ajout d'une lunette arrière enveloppante, tandis qu'en 1957, une nouvelle calandre a été introduite. 

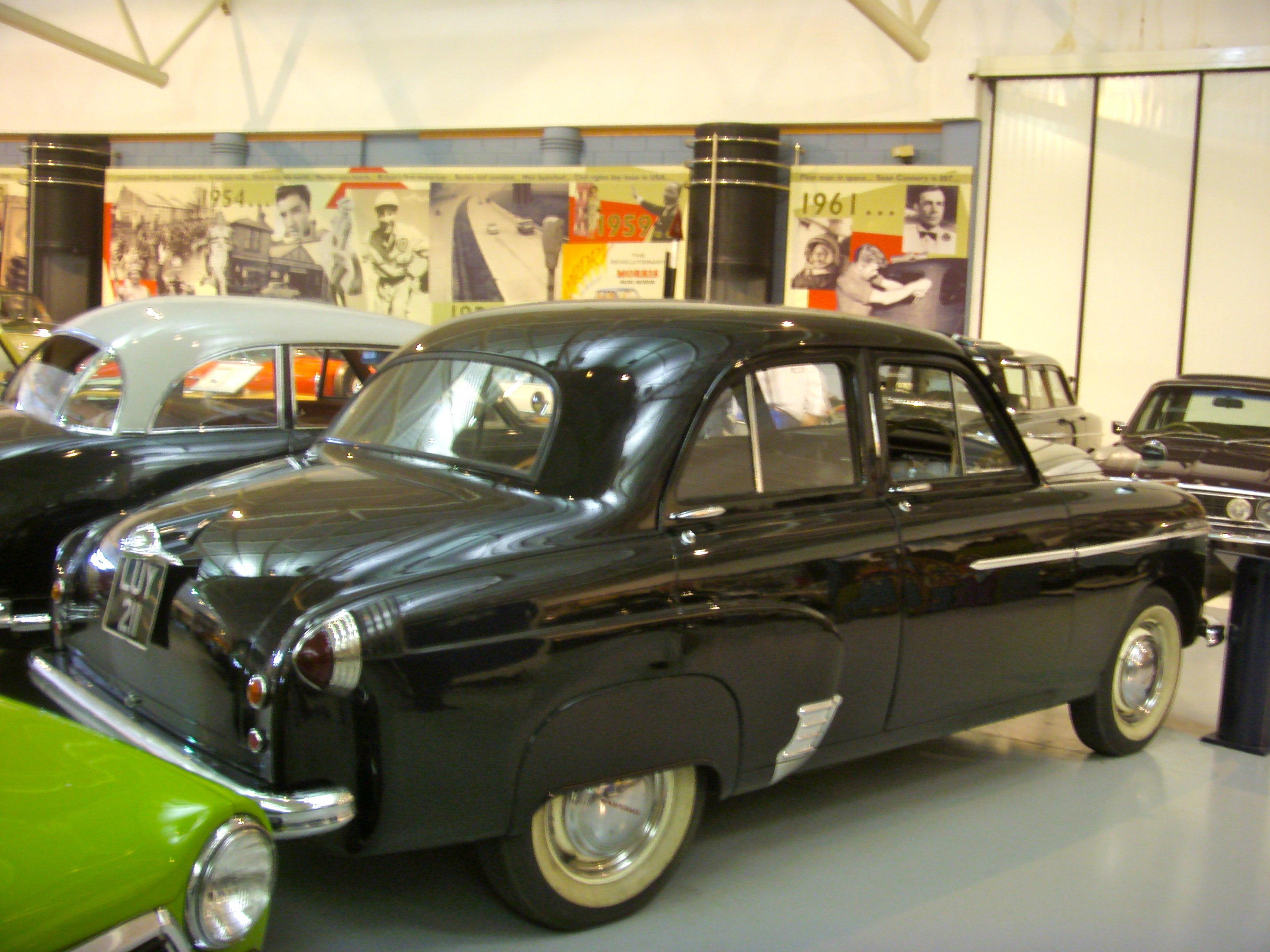
Berline Vauxhall Wyvern EIX 1953

La Wyvern a connu un succès notable sur le marché britannique jusqu'à ce que Vauxhall décide de se retirer du segment des véhicules à six places et à quatre cylindres. En 1957, la Wyvern a été remplacée par la Vauxhall Victor F-Series, un modèle plus petit mais au design nettement plus audacieux.
Une voiture avec (34 kW) testé par le magazine britannique The Motor en 1952 avait une vitesse de pointe de 115,2 km/h et pouvait accélérer de 0 à 97 km/h en 37,2 secondes. Une consommation de carburant de (9,3 L/100 km)  a été enregistré. La voiture d'essai coûte 771 £, taxes comprises.

105 275 véhicules ont été réalisés. 

## Production en Australie

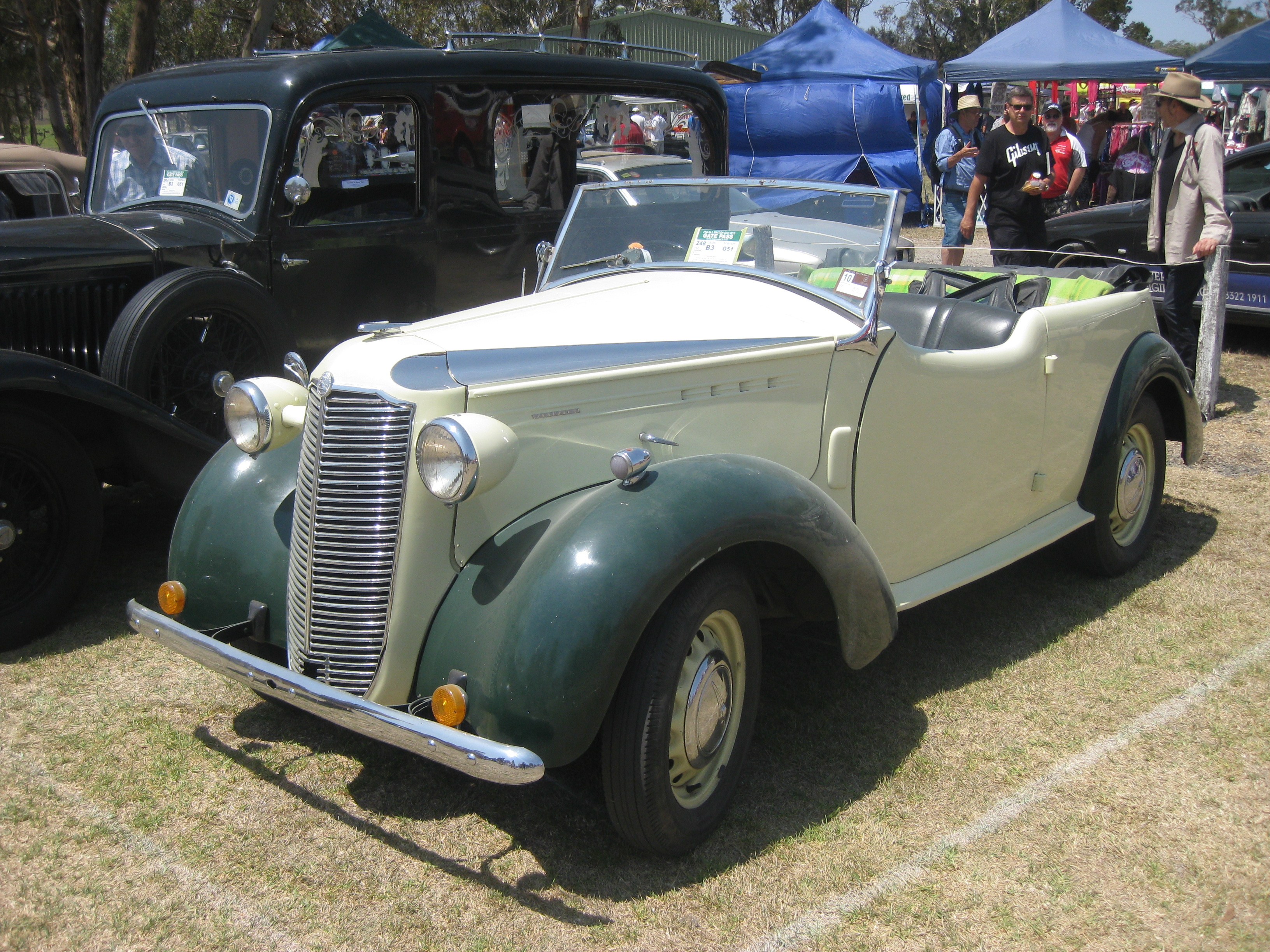
Versin australienne de 1948 Wyvern H Series "Caleche"

En 1938, GMH a lancé sur le marché australien un modèle Vauxhall Wyvern construit localement, dix ans avant l'utilisation de ce nom en Angleterre. Ce véhicule était construit sur un châssis séparé doté d'un cadre cruciforme en caisson. La carrosserie, équipée de six phares et d'un coffre à bagages saillant, était conçue selon le style « à tourelle » de Holden et intégrait de nombreux éléments de la construction unitaire britannique de la Vauxhall H Series. La Wyvern était disponible en versions berline et calèche ouverte. La calèche était proposée en modèles roadster deux places et tourer quatre places. L'empattement de la Wyvern mesurait 94 pouces et le véhicule était propulsé par un moteur de 10 chevaux. La berline se distinguait par une carrosserie à six vitres, incluant une vitre latérale derrière chaque porte arrière, contrairement au modèle britannique H Series 10-4. En 1940, l'empattement a été allongé à 2463 mm .
La production fut interrompue en 1941 et reprit en 1946, utilisant les mêmes outils qu'avant la guerre. Une nouvelle calandre à barres horizontales remplaça l'ancienne conception à barres verticales. Le moteur de 10 chevaux fut initialement utilisé, mais il fut rapidement remplacé par une unité de 12 chevaux.

### Wyverne LBX (1948-1951)

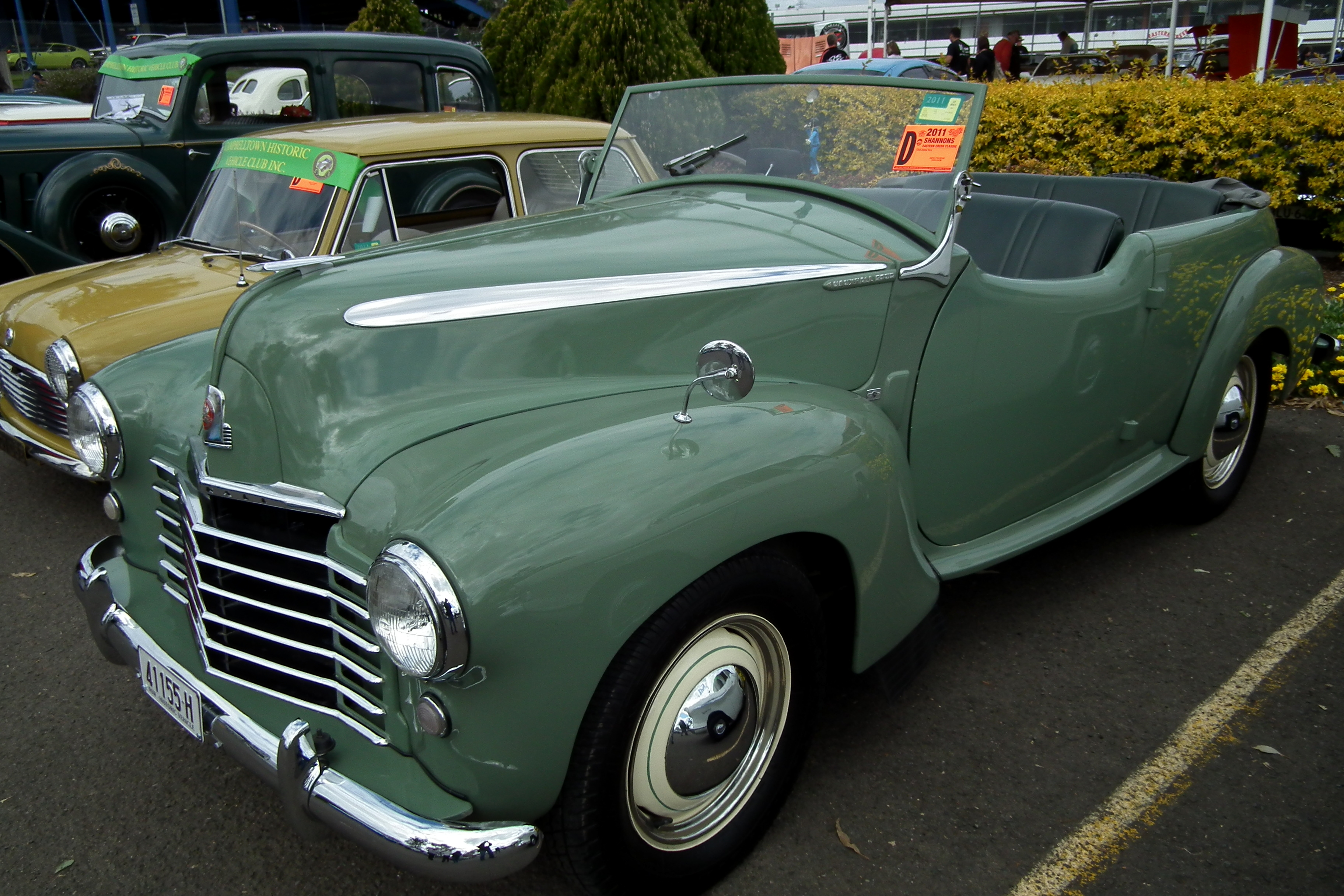
Wyvern australienne "Caleche" (série L)

La série L Wyvern, produite de 1948 à 1951, présentait plusieurs configurations de carrosserie. En Australie, elle était proposée avec une berline spécifiquement développée et un tourer de style "Caleche", tous deux montés sur un châssis à poutre-caisson distinct, ou bien avec la carrosserie de berline anglaise à construction unitaire. La berline australienne, dotée d'un châssis séparé, se distinguait de sa contrepartie anglaise par une cabine passagers plus longue, un coffre arrière plus arrondi et une vitre latérale supplémentaire derrière les portes arrière. Ces véhicules australiens étaient désignés par le code de modèle LBX.

### Wyverne EBX (1952-1957)

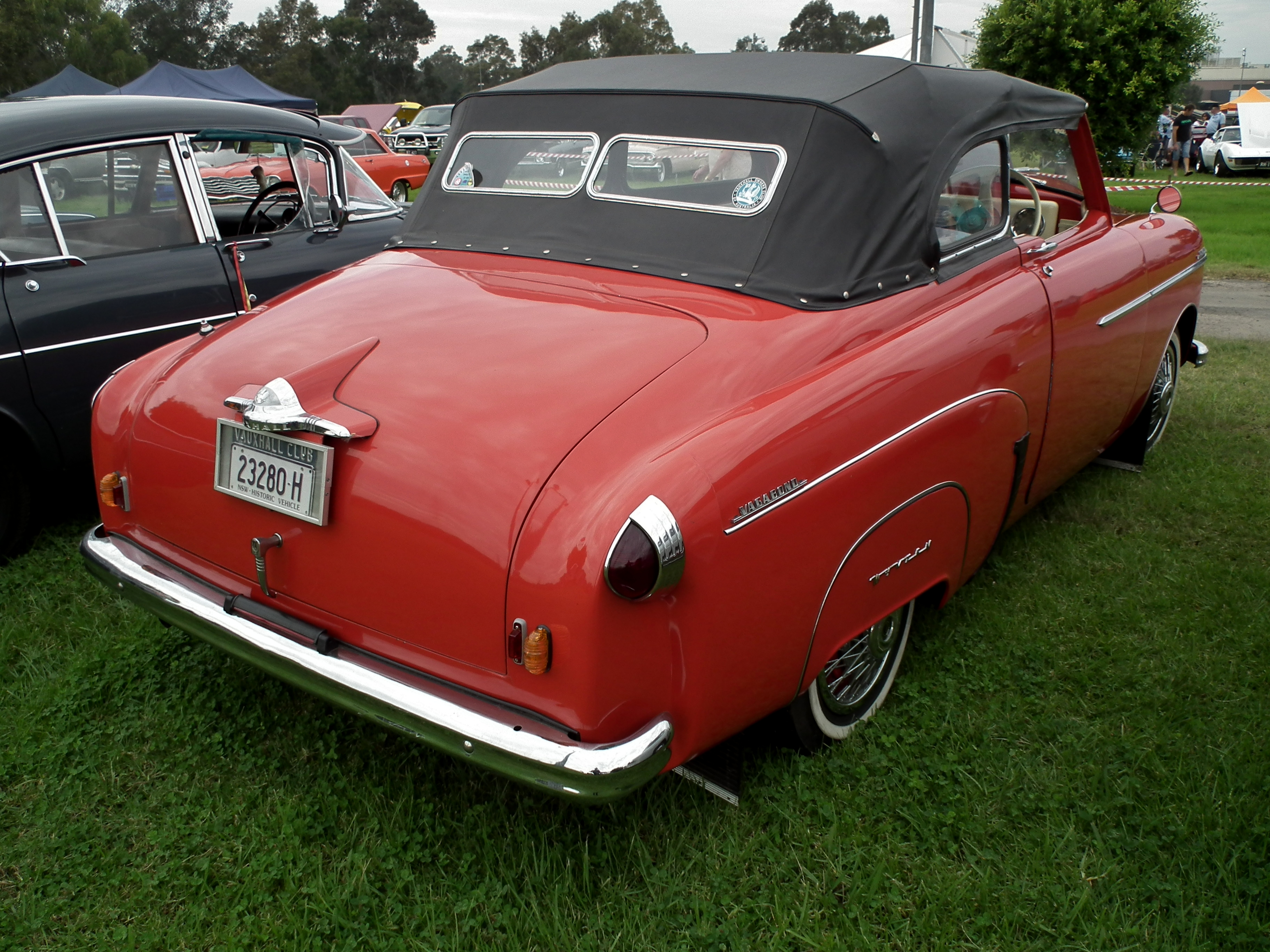
Vauxhall Wyvern Vagabond

La gamme E Wyvern fut produite entre 1952 et 1957 par General Motors Holden (GMH). Outre la fabrication de la berline Wyvern à quatre portes dotée d'un châssis intégré, GMH poursuivit la construction d'un châssis distinct et mit au point un cabriolet à deux portes ainsi qu'un coupé utilitaire associé. À l'origine commercialisé sous le nom de Calèche, le cabriolet fut rebaptisé Vagabond. En 1954, le Coupé Utility fut discontinué, tandis que le Vagabond fut exclu de la série E rénovée lancée en avril 1955. 